# James Purdy
Pour les articles homonymes, voir Purdy.
James Purdy (17 juillet 1914 – 13 mars 2009) est un romancier et poète américain. Depuis ses débuts en 1956, il est l'auteur d'une douzaine de romans, de plusieurs recueils de nouvelles et de poèmes ainsi que de pièces de théâtre. Il a obtenu en 1993 le  Morton Dauwen Zabel Award de l'Académie américaine des arts et des lettres pour On Glory's Course.

## Œuvre
Le premier numéro de Evergreen Review (janvier 1957, New York) comprend un texte de James Purdy, intitulé Cutting Edge.

### Romans
- Malcolm, Gallimard, 1991 ((en) Malcolm, 1959)
- Le Neveu, Gallimard, 1964 ((en) The Nephew, 1961)
- Les Enfants, c'est tout, Gallimard, 1968 ((en) Children is All, 1963)
- Le Satyre, Gallimard, 1967 ((en) Cabot Wright Begins, 1965)
- Les Œuvres d'Eustace, Gallimard, 1969 ((en) Eustace Chisholm And the Works, 1967)
- Ce que raconta Jérémy, Gallimard, 1969 ((en) Jeremy's Version, 1970)
- L'Oiseau de paradis, Fayard, 1992 ((en) I Am Elijah Thrush, 1972)
- (en) The House of the Solitary Maggot, 1974
- Je suis vivant dans ma tombe, Albin Michel, 1979 ((en) In a Shallow Grave, 1976)
- Chambres étroites, Persona, 1983 ((en) Narrow Rooms, 1978)
- les Inconsolés, Albin Michel, 1984 ((en) Mourners Below, 1981)
- (en) On Glory's Course, 1984
- Dans le creux de sa main, Fayard, 1988 ((en) In the Hollow of His Hand, 1986)
- La Tunique de Nessus, Fayard, 1990 ((en) Garments the Living Wear, 1989)
- (en) Out with the Stars, 1992
- Gertrude de Stony Island, Rivages, 2002 ((en) Gertrude of Stony Island Avenue, 1996)

### Recueils de nouvelles
- (en) 63: Dream Palace, 1956
- Couleur de ténèbres, Gallimard, 1966 ((en) Colour of Darkness, 1961)
- (en) Children is All, 1963
- (en) The Candles of Your Eyes, 1988

### Pièces de théâtre
- In the Night of Time and Four Other Plays (1992)
- James Purdy: Selected Plays (2009)

### Recueils de poèmes
- Lessons And Complaints (1978)
- The Brooklyn Branding Parlors (1986)

### Adaptations
- 1988 : In a Shallow Grave (en), film réalisé par Michael Biehn et Patrick Dempsey, d'après le roman éponyme (1976).